# The Reed Case
The Reed Case er en amerikansk stumfilm fra 1917 af Allen Holubar.

## Medvirkende
- Allen Holubar som Jerry Brennon
- Alfred Allen som Bull Renfroy
- Fred Montague som Chief Grady
- George C. Pearce som Senator
- Sydney Deane som John Reed